# 9 Pułk Strzelców Polskich (WP na Wschodzie)
9 Pułk Strzelców Polskich (9 psp) – oddział piechoty Wojska Polskiego na Wschodzie.
Pułk został sformowany jesienią 1917 roku w składzie 3 Dywizji Strzelców Polskich z I Korpusu. Na dzień 14 grudnia 1917 liczył 490 żołnierzy frontowych

## Dowódca pułku
- płk Albin Jasiński (od IX 1917[2])